# Propygoplus scabrisoma
Propygoplus scabrisoma is een hooiwagen uit de familie Assamiidae.